# Repens repens
Repens repens är en fjärilsart som beskrevs av Evans 1955. Repens repens ingår i släktet Repens och familjen tjockhuvuden. Inga underarter finns listade i Catalogue of Life.